# Tukaraq
Tukaraq est une petite ville de la région de Sool en Somalie. La ville est située sur la route entre Las Anod et Garowe dans le district de Las Anod. L’État de Khatumo y exerce un contrôle effectif depuis 2023, mais le Pount revendique également ce territoire, ce qui donne lieux à de fréquents affrontements aux alentours de la ville.

## Histoire
Le nom « Tukerak » apparaît dans un livre publié en Angleterre en 1951, et ses coordonnées sont données comme 8°32′N 47°47′19″E , dans l'actuelle Las Anod.
En août 1997, un projet d'acheminent d'eau a également été mis en œuvre à Tukaraq dans le cadre du « Projet d'eau Las-Anod » de l'UNICEF.

### Base militaire du Pount
En octobre 2007, les forces du Somaliland sont entrées dans la région de Las Anod, auparavant contrôlée par le Pount, forçant ainsi les forces du Pount à se retirer à 50 kilomètres à l'est jusqu'à la ville de Tukaraq.
Le 30 mai 2011, les forces du Somaliland sont sorties d'une base à Maraaga, à 5 kilomètres de la ville de Las Anod, et ont engagé un combat contre les forces du Pount dans le village de Higladda, à 20 kilomètres à l'ouest de Tukaraq. Dans le cadre de cet affrontement, les miliciens de la SSC dirigés par Ahmed Elmi Osman ont combattu aux côtés des forces du Somaliland. Les résidents locaux ont déclaré que les forces du Somaliland et du Puntland avaient été tuées, mais les dirigeants des deux forces ont nié cette information.
En 2012, la milice SSC a établi un bureau de douane temporaire à Tukaraq.
En avril 2012, les forces du SSC ont attaqué une base militaire du Somaliland à l’extérieur de Tukaraq, mais ont été repoussées par les forces du Somaliland.
En juin 2012, le SSC a capturé Tukaraq, qui était contrôlée par les forces du Pount. Quelques heures plus tard, les forces du Pount occupaient Tukaraq. On raconte qu'à cette occasion, les forces du Somaliland ont reçu une grosse somme d'argent à la demande du Pount et ont fait battre en retrait l'armée du SSC.
En novembre 2013, les forces du Pount et du SSC se sont engagées dans une bataille dans le nord de Tukaraq, qui a été remportée par les forces du Pount.
En décembre 2014, des soldats se sont révoltés après que le gouvernement du Pount n'a pas payé leur soldes aux soldats affrontant au Somaliland pendant quatre mois et n'a pas réussi à leur fournir du pétrole et d'autres fournitures.
En mai 2015, le Pount a renforcé ses forces à Tukaraq.

### Capture par le Somaliland

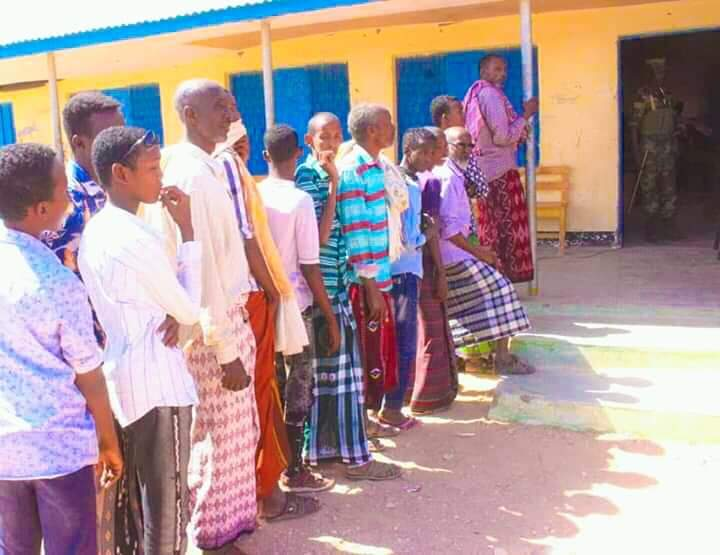
Elections présidentielles du Somaliland à Tukaraq

Le 8 janvier 2018, les forces du Somaliland ont occupé Tukaraq après de violents combats avec le Pountland. Cela a été ordonné par le président du Somaliland immédiatement après les élections. Cela a permis au Somaliland de ne pas acheminer des marchandises de Bosaso, au Pount, vers Las Anod. À la suite de cela, le Pount a déplacé le siège douanier à Faliidhyaale, à 25 kilomètres à l'est de Tukaraq. Les combats ont fait plusieurs morts et près de 15 000 personnes déplacées.
Fin janvier 2018, le vice-président du Somaliland s'est rendu à Tukaraq.
Le 15 mai 2018, une intense intensification de l'activité militaire s'est produite entre les forces armées rivales du Pount et du Somaliland dans les environs de Tukaraq. Le Somaliland et le Pount se sont mutuellement accusés d'être à l'origine des violences,.
Le 24 mai 2018, les groupes rivaux entre le Somaliland et le Pount, tous deux participant au conflit en cours dans la région de Sool, ont publié des communiqués de presse affirmant que la partie adverse avait lancé une offensive avant l'aube vers 05h30, heure locale,. Selon un rapport de l’USAID de 2022, il s’agit de la dernière bataille à grande échelle entre le Somaliland et le Puntland.
En novembre 2018, l'envoyé des Nations unies en Somalie s'est rendu au Pount et au Somaliland pour expliquer à leurs présidents respectifs la nécessité d'une solution pacifique aux problèmes survenant à Tukaraq.
En mars 2020, le vice-président du Pount visite la base militaire du Pount à l'extérieur de Tukaraq.
En septembre 2022, le président du Somaliland s'est rendu à Tukaraq.

### Conflit de Las Anod 2023

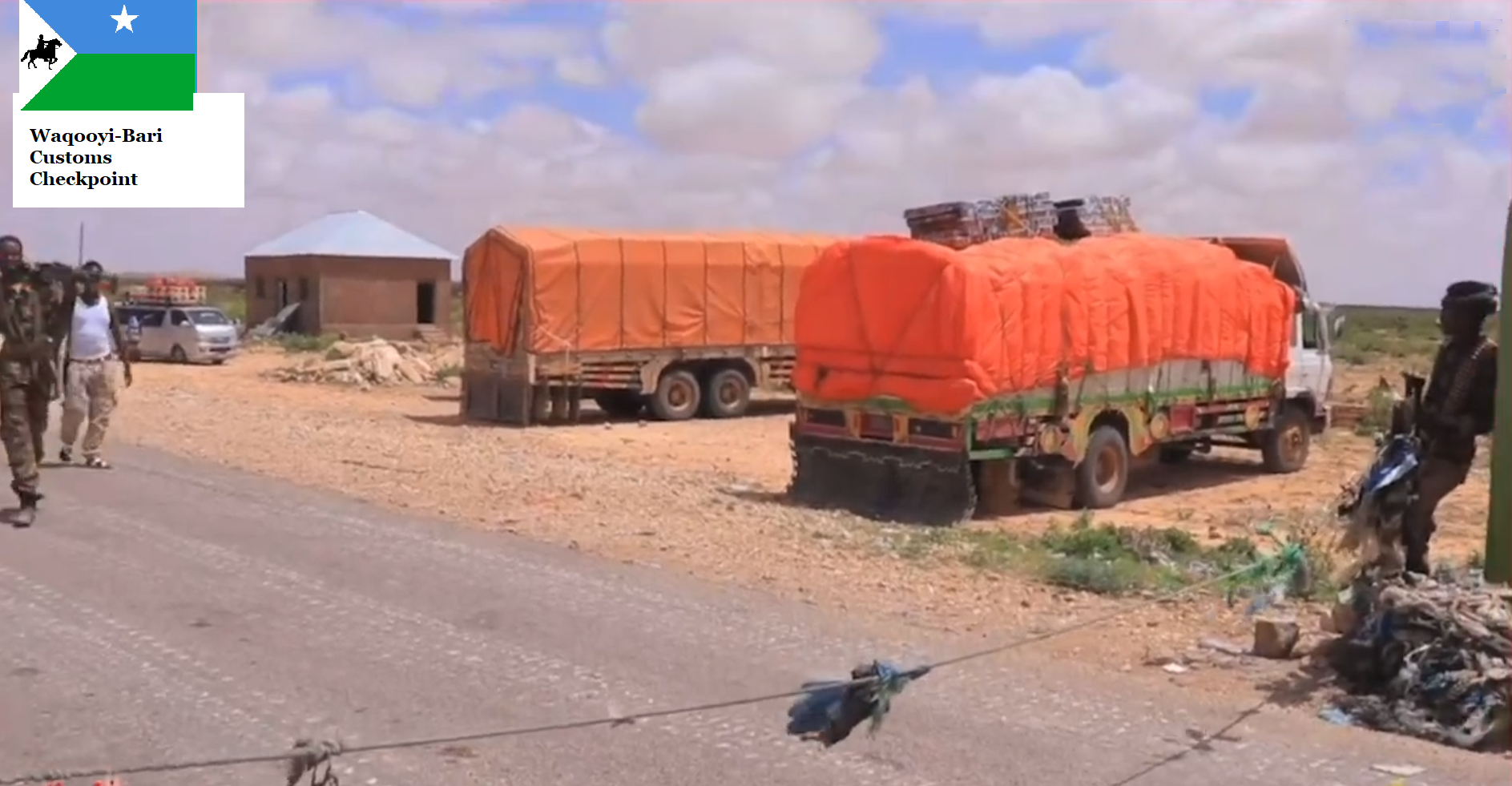
Péage sauvage mis en place par le SSC à Tukaraq

En février 2023, les troupes du Somaliland se retirent de Tukaraq., pour se rendre à  environ 50 kilomètres vers l’ouest jusqu’à une base à l’extérieur de Las Anod.
Cependant, en mars 2023, le site d'information somalien Hiiraan Online a annoncé que « Tukaraq est effectivement contrôlé par le Somaliland depuis 2018 ».
En avril 2023, le SSC a coupé le trafic entre Tukaraq et Gambadhe.
En juillet 2023, le ministre de l'Intérieur du Somaliland , Mohamed Kahin Ahmed, a accusé le gouvernement du Pount d'envoyer des troupes à Tukaraq.
En août 2023, le groupe de réflexion conservateur américain Hudson Institute a rapporté que les drapeaux de la Somalie, du Pount et de la SSC flottent au centre de Tukaraq.

## Démographie
Les principaux habitants de la ville appartiennent à la tribu Reer-Darwiish des Darod, aux sous-clans Ugadhyahan des Mohamoud Garad tels que les lignées affiliées aux Galool Oriye des Nur Ahmed et Wacays Abdulle, ainsi qu'aux sous-lignées appartenant au Naleye Ahmed sont bien représentés,.